# Aeroportul Oenpelli
Aeroportul Oenpelli (IATA: OPI, ICAO: YOEN) este un aeroport din Teritoriul de Nord, Australia.
Situat la o altitudine de 9 m, aeroportul dispune de o singură pistă. Este operat de West Arnhem Region⁠(d).